# Siargao

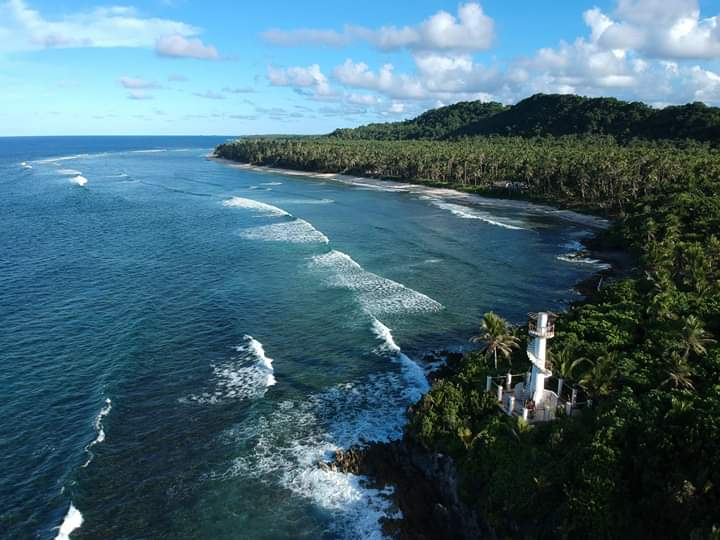
Siargao

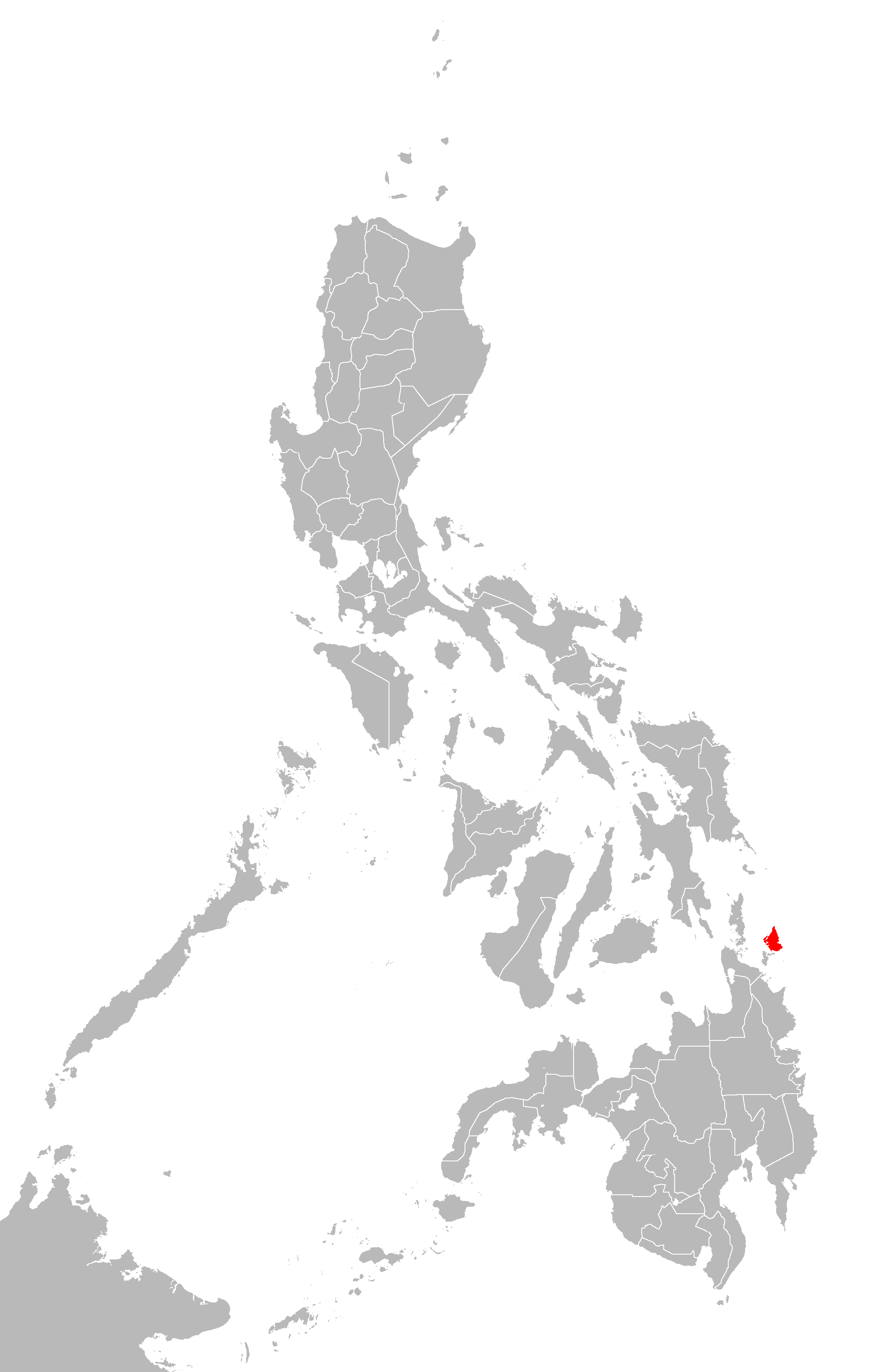
Siargao (röda ön) på Filippinerna.

Siargao är en ö i Filippinerna, belägen utanför Mindanaos nordöstra hörn i provinsen Surigao del Norte. Den har en yta på 437 km², och högsta punkten är på 291 meter över havet. Strax utanför ligger Filippinergraven, även kallad Mindanaodjupet. Många surfare besöker Siargaos sydöstra hörn, General Luna och stranden Cloud 9.
Siargao har stora mangroveträsk och korallrev utanför sin kust. Ön har en befolkning på ungefär 150 000 invånare, och de flesta har en variant av Cebuano som modersmål. Många talar även Bisaya, och engelska talas också av många invånare.